# آدم همفريز (لاعب كرة قدم أمريكية)
آدم همفريز (بالإنجليزية: Adam Humphries)‏ هو لاعب كرة قدم أمريكية أمريكي، ولد في 24 يونيو 1993 في سبارتانبرغ في الولايات المتحدة.

## وصلات خارجية
- آدم همفريز على موقع مرجع كرة القدم المحترفة.كوم (الإنجليزية)